# Британські острови
Брита́нські острови́ (англ. British Isles, валл. Ynysoedd Prydain, ірл. Éire agus an Bhreatain Mhór, корн. Enesow Bretennek, менс. ny h-Ellanyn Goaldagh, фр. Îles Britanniques, шотл. Breetish Isles, шотл. гел. Eileanan Bhreatainn) — архіпелаг на північному заході Європи, між Північним морем і Атлантичним океаном, що складається з островів Велика Британія, Ірландія, острів Мен, Внутрішні та Західні Гебриди, Північні острови ( Оркнейські та Шетландські острови) і понад шість тисяч менших островів. Загальна площа островів становить 315 159 км2 (121 684 миля2), а населення складає приблизно 72 млн осіб. На Британських островах розташовані суверенні держави Сполучене Королівство Великої Британії та Північної Ірландії та Республіка Ірландія (яка охоплює приблизно п'ять шостих території острова Ірландія), а також території під владою британської корони. Нормандські острови, розташовані біля північного узбережжя Франції, зазвичай вважаються частиною Британських островів , хоча географічно вони не є частиною архіпелагу. Відповідно до Закону Сполученого Королівства про тлумачення 1978 року, Нормандські острови є частиною Британських островів.
Ґели (Ірландія), пікти (північ Великої Британії) і брити (південь Великої Британії), усі розмовляли острівними кельтськими мовами , населяли острови на початку 1-го тисячоліття до нашої ери. Більша частина Британії, окупованої бриттами, була завойована Римською імперією з 43 року нашої ери. Перші англосакси прибули, коли римська влада ослабла в V столітті, і вони почали домінувати на більшій частині сучасної Англії. Вторгнення вікінгів почалися в IX столітті, після чого з’явилися більш постійні поселення та політичні зміни, зокрема в Англії. Нормандське завоювання Англії в 1066 році та часткове завоювання Ірландії анжуйцями з 1169 року призвели до встановлення нової нормандської правлячої еліти на більшій частині Британії та деяких частинах Ірландії. До Пізнього Середньовіччя Велика Британія була розділена на Королівство Англія та Королівство Шотландія, тоді як контроль над Ірландією перейшов до ґельських королівств, гіберно-нормандських лордів та домінуючого англійського лордства Ірландії, яке незабаром обмежилося лише островом Пейл. Унія корон 1603 року, Акт про унію 1707 року та Акт про унію 1800 року мали на меті об'єднати Велику Британію та Ірландію в єдину політичну одиницю — Сполучене Королівство Великої Британії та Ірландії, при цьому острів Мен та Нормандські острови залишалися залежними від корони територіями. Розширення Британської імперії та міграції після ірландського голоду і зачистки гірських районів призвели до розсіювання частини населення і культури островів по всьому світу і швидкої депопуляції Ірландії у другій половині XIX століття. Більша частина Ірландії відокремилася від Сполученого Королівства після Війни за незалежність Ірландії та подальшого англо-ірландського договору (1919–1922), при цьому шість графств залишилися у складі Великої Британії як Північна Ірландія.
Як термін, «Британські острови» є географічною назвою, а не політичною одиницею. В Ірландії цей термін є суперечливим, і існують заперечення проти його використання. Уряд Ірландії офіційно не визнає цей термін, а його посольство в Лондоні не рекомендує його використання. «Британія та Ірландія» використовується як альтернативна назва. «Атлантичний архіпелаг» також обмежено використовується в ірландських наукових колах. В офіційних документах, створених спільно Респулікою Ірландія та Сполученим Королівством, таких як Угода Страсної П'ятниці, використовується термін «ці острови».

## Етимологія
Найдавніші відомі згадки про острови як групу з'явилися в працях мореплавців із давньогрецької колонії Массалія. Оригінали записів були втрачені; проте пізніші твори, наприклад Ora maritima Авіеніуса, які цитуються з Піфея «Про океан» (близько 325–320 рр. до н. е.) збереглися. У І столітті до нашої ери Діодор Сицилійський згадує Prettanikē nēsos,  «британський острів», і Prettanoi, «брити». Страбон використовував Βρεττανική (Brettanike), а Маркіан з Гераклеї у своєму Periplus maris exteri використовував αἱ Πρεττανικαί νῆσοι (Преттанічні острови) для позначення островів.
Сьогоднішні історики, хоча й не в повній згоді, здебільшого погоджуються, що ці грецькі та латинські назви, ймовірно, походять від місцевих кельтських назв архіпелагу. Відповідно до цього, жителів островів називали Πρεττανοί (Прітені або Претані). Перехід від «П» Претанії до «Б» Британії римлянами стався за часів Юлія Цезаря.
Греко-єгиптянин Клавдій Птолемей називав більший острів Великою Британією (μεγάλη Βρεττανία megale Brettania ), а Ірландію – маленькою Британією (μικρὰ Βρεττανία mikra Brettania ) у своїй праці «Альмагест» (147–148 рр. н. е.). За словами Філіпа Фрімена в 2001 році, Птолемей «є єдиним стародавнім письменником, який використовував назву «Маленька Британія» для Ірландії, хоча, роблячи це, він цілком відповідає традиції попередніх авторів, які поєднували меншу Ірландію з більшою Британією як Бреттанські острови». У другій книзі «Географії» Птолемея (прибл. 150 Д.Е.), другий і третій розділи мають назву дав.-гр. Κεφ. βʹ Ἰουερνίας νήσου Βρεττανικῆς θέσις, трансліт. Iouernías nḗsou Brettanikê̄s thésis, досл. «Ч. 2, положення Гібернії, британського острова».
В арабській географії та картографії в середньовічному ісламському світі Британські острови відомі як Jazāʾir Barṭāniya або Jazāʾir Barṭīniya. Арабські географи, включаючи аль-Баттані, згадують Британські острови як дванадцять островів.
Найдавніше відоме використання фрази Brytish Iles в англійській мові датується 1577 роком у праці Джона Ді. Сьогодні ця назва, на думку деяких, має імперіалістичний відтінок, хоча вона все ще широко використовується. Інші назви, які використовуються для опису островів, включають Англо-Кельтські острови, Атлантичний архіпелаг (термін, введений істориком Дж. Г. А. Пококом у 1975 році ), Британсько-Ірландські острови, Британія та Ірландія, Сполучене Королівство та Ірландія, а також Британські острови та Ірландія. Через політичні та національні асоціації зі словом British уряд Ірландії не використовує термін Британські острови, а в документах, складених спільно між британським та ірландським урядами, архіпелаг згадується просто як «ці острови». Британські острови є найпоширенішим терміном для позначення архіпелагу.

## Географічне положення
Крайні точки
- північна — мис Херма-Несс — 61° пн. ш. 1° зх. д. / 61° пн. ш. 1° зх. д.
- східна — Лоустофт — 52°30′ пн. ш. 1°30′ сх. д. / 52.500° пн. ш. 1.500° сх. д.
- південна — мис Лізард — 50° пн. ш. 5° зх. д. / 50° пн. ш. 5° зх. д.
- західна — мис Слайн-Хед — 53°30′ пн. ш. 10°0′ зх. д. / 53.500° пн. ш. 10.000° зх. д.

Протяжність з півночі на південь — 1000 км, а з заходу на схід — 820 км.
Великі форми рельєфу що складають фізико-географічну країну: Гайлендс, Пеннінські гори, Лондонський басейн.
Великі басейни річок: Темза, Северн, Трент, Шаннон.
Берегова лінія сильно розчленована — в сушу вдаються численні затоки, найбільші з яких — Бристольська затока, Кардиган, Ліверпульська затока, Ферт-оф-Клайд, Морі-Ферт, Ферт-оф-Форт, а також естуарії Темзи та Северна.

## Фізико-географічна характеристика

### Гірські породи
Територію архіпелагу можна розділити на наступні області, що відрізняються за геологічною будовою:
Острів Ірландія та західна частина острови Велика Британія представлені складчастими областями Каледонського віку. Характерні породи: магматичні рудні корисні копалини, руди чорних металів, родовища азбесту, тальку, магнезиту й дрібні рудопрояви хрому, платини.
Центральна частина о. Велика Британія лежить на плиті древніх платформ. Характерні породи мезозою: глини, вапняки, кам'яновугільні породи. Південно-східна частина о. Велика Британія приурочена до синеклізи епігерцинських платформ. Характерні потужні осадочні відкладення мезокайнозойського і кайнозойського віку, юрські відкладення вапняку, крейди та пісковику.
Для всієї фізико-географічної країни характерні моренні відкладення.
Морфоструктури о. Ірландія:
- Північ і захід — блокові та сводово-блокові нагір'я;
- Невелика східна частина — вулканічне плато;
- Центр острова — рівнинна височина, що залягає на куестових пластах (карстові та столово-ступінчасті форми);
- Південна частина — структурно-денудаційні кряжі та височини.

Морфоструктури о. Велика Британія:
- північ острова до 55° пн.ш. — блокові та сводово-блокові кристалічні нагір'я, відроджені, з комплексом форм сучасної нівальної денудації та екразаціонно-льодовикових форм стародавнього заледеніння, частково з сучасним льодовиковим покривом;
- Пенінські гори — блокові та сводово-складчато-блокові гори, відроджені з комплексом водно-ерозійних, гравітаційних, частково карстових форм.
- Західні, південні та східні райони передгір'я Пеннін — рівнини на горизонтально залягаючих пластах з комплексом ерозійно-денудаційних форм.
- Територія Уельсу та Південний захід острова — структурно-денадуційні кряжі та височини, омолоджені з комплексом ерозійно-денудаційних форм.
- Південний схід острова Велика Британія — рівнини й височини на моноклинально залягаючих пластах (куестові) з комплексом ерозійно-денудаційних, акумулятивних, столово-східчастих і карстових форм.
- Узбережжя затоки Уош — акумулятивна низовина з комплексом форм морської та річкової акумуляції.

Ландшафтоутворюючою рисою країни є сильна пересіченість поверхні, часте чергування гір і рівнин. Подібний рельєф визначається пануванням герцинської структури, мозаїчним чергуванням антекліз (до яких приурочена велика частина гір) і синекліз (басейнів).
Сучасні тектонічні рухи представлені загальним підняттям території, за винятком південно-східної частини о. Велика Британія, що лежить на масиві герцинскої платформи, вона відчуває опускання. Вулканізм проявлявся в мезокайнозойський час.
Орографія
Середня висота території — 200 м. Найвища точка — 1343 м (гора Бен-Невіс на острові Велика Британія). Мінімальна висота — 4 м (Фенланд) Амплітуда — 1347 м.
Широко поширений, як і в гірській Скандинавії, північно-східний (каледонський) напрямок кряжів, поздовжніх річкових долин, заток, озерних улоговин тощо. На острові Велика Британія чітко виділяється гірський північний захід і рівнинний південний схід. На північному заході острова переважають низькі та середньовисотні гори, розчленовані скидними долинами на ряд нагір'їв, куполовидних і глибових масивів. Як правило, західні околиці гір Великої Британії більш високі, ніж східні.
Тривала денудація перетворила як каледонські, так і герцинські складчасті підняття гір північного заходу в систему пенепленізированних масивів. Рухи альпійського віку відтворили стародавню систему тектонічних розломів, розбили і підняли ці масиви на різну висоту.
У розвитку рельєфу прибережної смуги гір велику роль зіграла морська абразія, що протікала в умовах нерівномірного підняття суші, завдяки чому була утворена серія терас висотою до 40 м над сучасним рівнем моря, печер, гротів (наприклад, Фінгалів грот в базальтах острова Стаффа). Панівним типом рельєфу є нагір'я з останцевими та глибовими хребтами невеликої відносної висоти. Найбільшою висотою відрізняється Шотландське нагір'я, яке поздовжньою скидною Центральною Шотландською низовиною розділяється на Північно Шотландське нагір'я з Грампіанськими горами (Бен-Невіс 1343 м) і нижчу і виположену Південно-шотландську височина (висотою до 840 м). Лише трохи Північно-Шотландському нагір'ю по висоті поступаються Кембрійські гори на півострові Уельс (Сноудон 1085 м).
Південний захід Великої Британії, Корнуелл, представляє горбисту рівнину з низкою височин, приурочених до піднесеним кристалічним ділянкам герцинского фундаменту (Дартмур-Форест621 м, Екслгір-Форест[що це?]). Південний схід Великої Британії зайнятий горбистими ступінчастими рівнинами, які часто об'єднуються під загальною назвою Лондонського басейну.
Річкова ерозія розчленувала рівнину на системи витягнутих на північний схід куестових гряд і глинистих низин між ними. Добре виражені юрські куестові пагорби Котсуолд (до 326 м), крейдяні гряди височини Чілтерн-Гілс, Вайтгорс-Гілс. Куестовий рельєф характерний і для крайнього півдня Великої Британії височини північних і південних Даунсів. Ірландія має багато спільних геоморфологічних рис з Великою Британією. Серединна частина острова зайнята невисокою (близько 100 м) Центральною рівниною, складеною горизонтально залягають кам'яновугільними вапняками, перекритими моренними глинами. Рівнина слабо дренована, відрізняється високим стоянням ґрунтових вод, сильною заболоченістю, що пов'язане не тільки з глинистими ґрунтами, але і з підстилаючими їх малопотужними тріщинуватими вапняками, що перешкоджають формуванню поверхневого стоку. Решта районів Ірландії зайняті низькими і середньовисотними сильно розчленованими ерозією і стародавніми льодовиками горами: Керрі (висотою до 1041 м), Уіклоу, Донегол, Морн. Ці гори найчастіше є тектонічним і орографічним продовженням гір Великої Британії, від якої Ірландія відокремилася вже в пізньольодовиковий час. На північному сході Ірландії (як і в сусідніх районах Шотландії) розвинені невисокі базальтові плато (Антрім, та ін.) З виробленими в них абразійними поверхнями.

## Флора і фавна

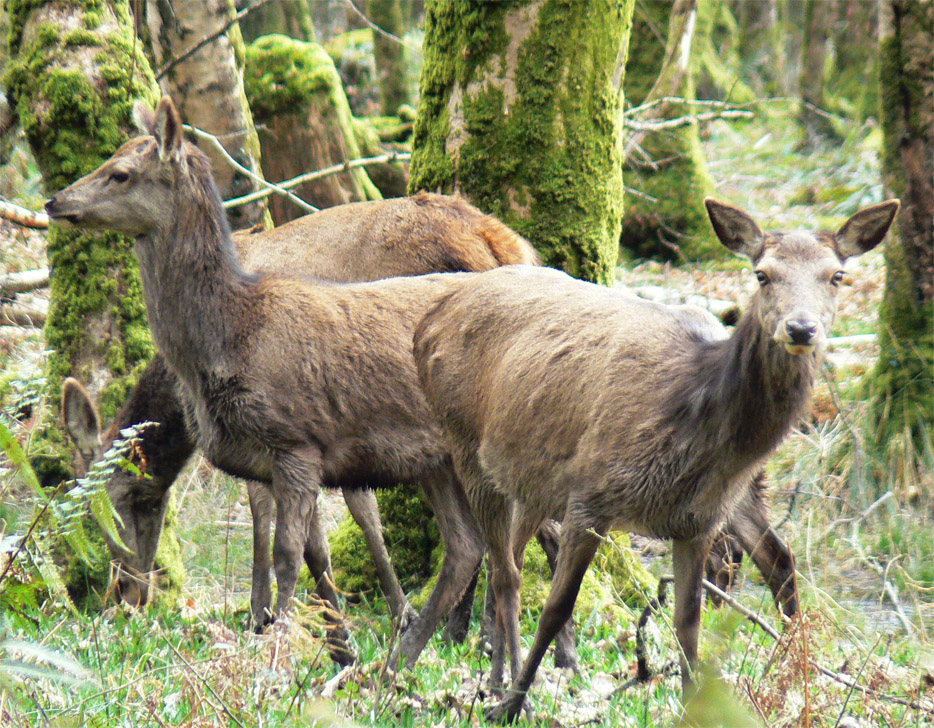
Лани благородного оленя в Національному парку Кілларні, Ірландія

На островах м’який клімат і різноманітні ґрунти, що породжує різноманітну рослинність. Тваринний і рослинний світ подібний до північно-західного європейського материка. Однак існує менша кількість видів, а в Ірландії їх ще менше. Уся місцева флора і фавна Ірландії складається з видів, які мігрували переважно з Великої Британії. Це могло статися до танення льодового мосту між двома островами 14 000 років тому, тобто до кінця останнього льодовикового періоду.
Як і більша частина Європи, доісторична Британія та Ірландія були вкриті лісами та болотами. Розчищення почалося близько 6000 року до нашої ери і прискорилося в середньовіччі. Незважаючи на це, Велика Британія зберегла свої праліси довше, ніж більша частина Європи, через невелику кількість населення та пізніший розвиток торгівлі та промисловості, а дефіцит деревини не був проблемою до XVII століття. У XVIІI столітті більшість британських лісів використовувалися для будівництва кораблів або виробництва деревного вугілля, і країна була змушена імпортувати пиломатеріали зі Скандинавії, Північної Америки та Балтії. Більшість лісових угідь в Ірландії підтримується державними програмами лісорозведення. Майже всі землі за межами міст є сільськогосподарськими. Проте відносно великі площі лісів залишаються на сході та півночі Шотландії та на південному сході Англії. Дуб, в'яз, ясен і бук є одними з найпоширеніших дерев в Англії. У Шотландії найчастіше зустрічаються сосна і береза. Природні ліси в Ірландії складаються переважно з дуба, ясена, в'яза, берези та сосни. Бук і липа, хоча і не є рідними для Ірландії, також поширені там. Сільськогосподарські угіддя містять різноманітну напівприродну рослинність із трав і квіткових рослин. У лісах, живоплотах, гірських схилах і болотах ростуть верес, дикі трави, дрочок і папоротник.
Багато великих тварин, таких як вовки, ведмеді та європейські лосі, сьогодні вимерли. Однак деякі види, такі як благородний олень, охороняються. Інші дрібні ссавці, такі як кролики, лисиці, борсуки, зайці, їжаки та горностаї, є дуже поширеними, а європейський бобер був знову інтродукований у деяких районах Шотландії. Дикі кабани також були інтродуковані в частини південної Англії після втечі з кабанячих ферм. У багатьох річках живуть видри, а на узбережжях багато сірих і звичайних тюленів. У Великій Британії регулярно реєструють близько 250 видів птахів, а ще 350 зустрічаються з різним ступенем рідкості. Найбільш чисельними видами є крапивник, малинівка, домашній горобець, лісовий голуб, зяблик і дрізд. Чисельність птахів, що вирощуються на сільськогосподарських угіддях, зменшується за винятком тих, що вирощуються для дичини, таких як фазан, червононога куріпка та тетерев. У річках і озерах багато риби, зокрема лосося, форелі, окуня і щуки. До морської риби належать собачка, тріска, морський язик, минтай і окунь, а також мідії, краби та устриці на узбережжі. Існує понад 21 000 видів комах.
Кілька видів рептилій або земноводних зустрічаються у Великій Британії та Ірландії. У Великій Британії мешкають лише три змії: гадюка, вуж і гладка змія. Загалом у Великій Британії є дещо більша різноманітність і місцева дика природа, в Ірландії також відсутні ласки, тхори, дикі кішки, більшість землерийок, кроти, водяні полівки, козулі та звичайні жаби. Ця закономірність також справедлива для птахів і комах. Помітні винятки включають слимака Керрі та певні види мокриць, що походять з Ірландії, але не з Великої Британії.
Домашні тварини включають поні Коннемара, Шетландські поні, англійський мастиф, ірландський вовкодав і багато різновидів великої рогатої худоби та овець.

## Демографія

Щільність населення на км ^{2} регіонів Британських островів

Англія має загалом високу густоту населення, майже 80% від загальної чисельності населення островів. В інших місцях Великої Британії та Ірландії висока щільність населення обмежена територіями навколо кількох великих міст. Безумовно, найбільшою міською територією є забудова Великого Лондона з 9 мільйонів жителів. Інші великі населені пункти включають забудований район Великого Манчестера (2.4 мільйонів), агломерація Вест-Мідлендс (2,4 мільйонів) і міський район Західного Йоркшира (1,6 мільйонів) в Англії, Великому Глазго (1,2 мільйонів) у Шотландії та Великому Дубліні (1,9 мільйонів) в Ірландії.
Населення Англії швидко зростало протягом 19-го і 20-го століть, тоді як населення Шотландії та Уельсу показало незначне збільшення протягом 20-го століття; чисельність населення Шотландії не змінилася з 1951 року. Ірландія протягом більшої частини своєї історії мала таку ж щільність населення, як Сполучене Королівство (приблизно одна третина від загального населення). Однак після Великого ірландського голоду населення Ірландії впало до менш ніж однієї десятої населення Британських островів. Голод спричинив столітнє скорочення населення, різко скоротив ірландське населення та остаточно змінив демографічний склад Британських островів. У глобальному масштабі ця катастрофа призвела до створення ірландської діаспори, чисельність якої в п’ятнадцять разів перевищує нинішнє населення острова.
Мовна спадщина Британських островів багата з дванадцятьма мовами з шести груп чотирьох гілок індоєвропейської сім’ї. Острівні кельтські мови гойдельської підгрупи (ірландська, менська та шотландська ґельська) та бритонської підгрупи (корнська, валлійська та бретонська, якими розмовляють у північно-західній Франції) є єдиними кельтськими мовами, що залишилися, — останніми з їхніх континентальних мов зникли до 7 ст. Ірландські мандрівники говорять кантом, який називається шелта, часто щоб приховати значення від тих, хто не належить до групи. Однак англійська, включаючи шотландську рівнинну, є домінуючою мовою, в інших мовах регіону залишилося кілька моноглотів. Норнська мова Оркнейських і Шетландських островів вимерла близько 1880 року.

## Політика

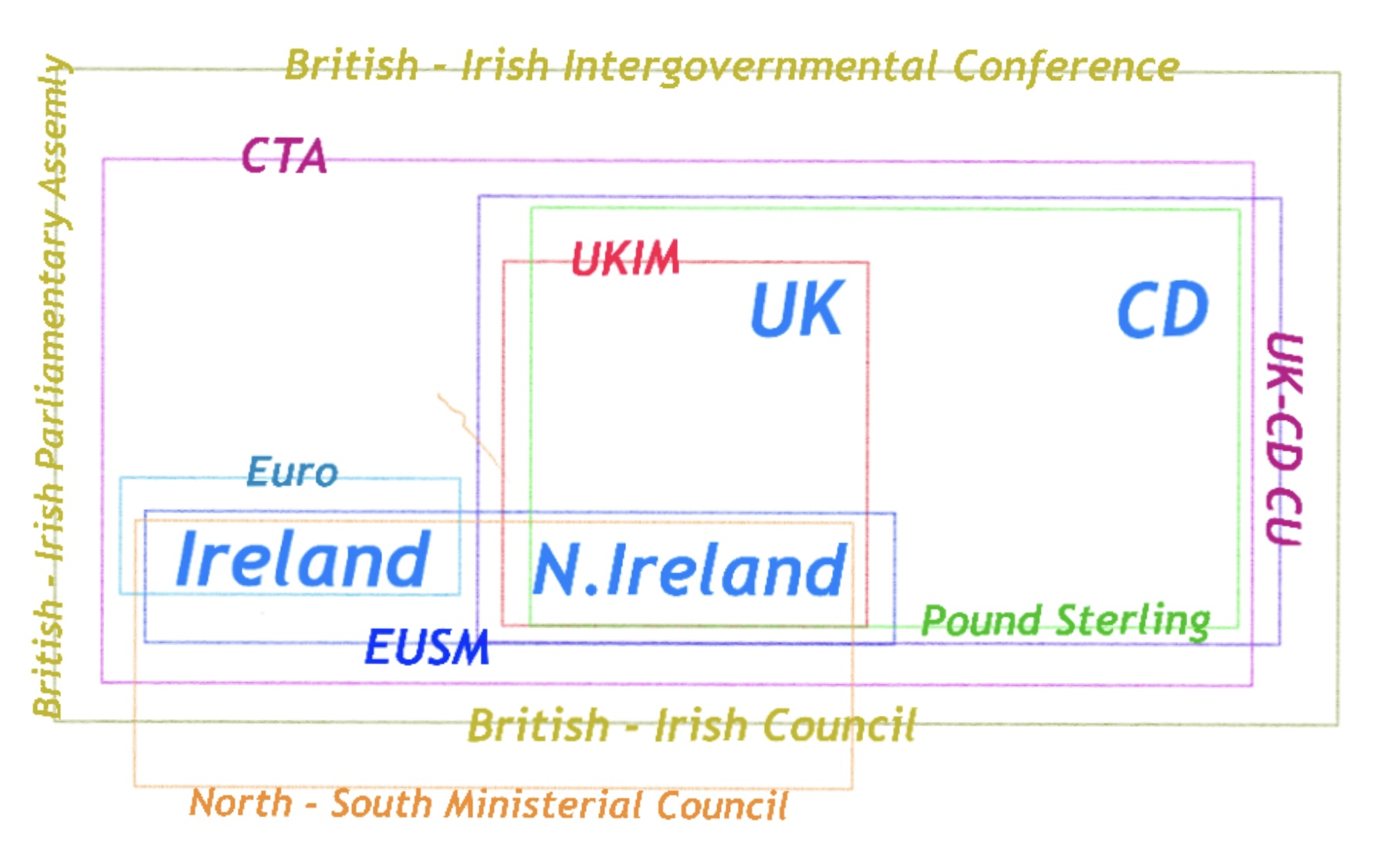
Відносини на Британських островах включають як політичні, так і економічні домовленості.

На Британських островах є дві суверенні держави: Республіка Ірландія та Сполучене Королівство Великої Британії та Північної Ірландії. Республікою Ірландія управляє п'ятьма шостими острова Ірландія, а решта острова утворює Північну Ірландію. Північна Ірландія є частиною Сполученого Королівства Великої Британії та Північної Ірландії, зазвичай скорочено просто «Сполучене Королівство», яке керує рештою архіпелагу, за винятком острова Мен і Нормандських островів. Острів Мен і два бейлівіки Нормандських островів, Джерсі та Гернсі, відомі як Залежні території Корони. Сполучене Королівство складається з чотирьох складових частин: Англії, Шотландії та Уельсу, що утворюють Велику Британія, і Північної Ірландії на північному сході острова Ірландія. З них Шотландія, Уельс і Північна Ірландія мають децентралізовані уряди, тобто кожна з них має власний парламент або асамблею та самоврядна щодо певних питань, визначених законом. Для судових цілей Шотландія, Північна Ірландія та Англія й Уельс (остання є однією юридичною особою) утворюють окремі юрисдикції, при цьому єдиного закону для Сполученого Королівства в цілому немає.
Ірландія, Сполучене Королівство та три країни, що залежать від корони, є парламентськими демократіями зі своїми окремими парламентами. Усі частини Сполученого Королівства обирають членів парламенту (депутатів) до парламенту в Лондоні. Крім того, виборці Шотландії, Уельсу та Північної Ірландії обирають депутатів до автономних парламентів в Единбурзі та Кардіффі, а також до асамблеї в Белфасті. Урядування, як правило, здійснюється за принципом більшості, однак у Північній Ірландії використовується система розподілу влади, за якої юніоністи та націоналісти пропорційно розподіляють виконавчі посади, а для ухвалення певних рішень Асамблеєю Північної Ірландії потрібна згода обох груп. (У контексті Північної Ірландії юніоністи – це ті, хто хоче, щоб Північна Ірландія залишалася частиною Сполученого Королівства, а націоналісти – ті, хто хоче, щоб Північна Ірландія об'єдналася з рештою Ірландії). Британський монарх є главою держави Сполученого Королівства, у той час як в Республіці Ірландія главою держави є Президент Ірландії.
Ірландія є єдиною частиною островів, яка є членом Європейської Унії (ЄУ). Сполучене Королівство було членом між 1 січня 1973 і 31 січня 2020 року, але острів Мен і Нормандські острови не були. Після поділу Ірландії на острові існувала неофіційна зона вільного пересування. Ця зона вимагала офіційного визнання в 1997 році під час переговорів щодо Амстердамського договору про Європейську Унію, і (разом із залежними територіями Корони) тепер відомий як Єдиний міграційний простір. Таким чином, Ірландія не є частиною Шенгенської зони, яка дозволяє безпаспортні подорожі між більшістю країн-членів ЄУ, і є єдиною країною-членом, яка відмовилася від зобов'язання приєднатися до Шенгенської зони.
Взаємні домовленості надають громадянам Сполученого Королівства та Ірландії певні виборчі права в обох державах. В Ірландії британські громадяни можуть голосувати на загальних і місцевих виборах, але не на виборах до Європейського парламенту, конституційних референдумах чи президентських виборах (для яких у Сполученому Королівстві немає аналогічного права). У Сполученому Королівстві громадяни Ірландії та Співдружности націй можуть голосувати на всіх виборах, на які мають право брати участь громадяни Сполученого Королівства. У залежних від Корони територіях будь-який житель може голосувати на загальних виборах, але на Джерсі та на острові Мен лише громадяни Сполученого Королівства можуть балотуватися. Це законодавство Європейського Союзу, яке діяло раніше, і в обох юрисдикціях виходить далі, ніж вимагає законодавство Європейського Союзу (громадяни ЄС можуть голосувати лише на місцевих виборах в обох штатах та на виборах до Європейського Союзу в Ірландії). У 2008 році у звіті Міністерства юстиції Великої Британії, який досліджував, як посилити британське почуття громадянства, було запропоновано скасувати цей механізм, стверджуючи, що «право голосу є однією з ознак політичного статусу громадян; воно не є засобом вираження близькість між державами».
Крім того, деякі громадські організації організовані на всіх островах в цілому — наприклад, «Самаритяни», які навмисно організовані без урахування національних кордонів на тій підставі, що служба, яка не є політичною чи релігійною, не повинна визнавати сектантських чи політичних поділів. Королівський національний рятувальний інститут (RNLI), благодійна організація, яка керує рятувальною службою, також організована на всіх островах в цілому, охоплюючи води Сполученого Королівства, Ірландії, острова Мен і Нормандських островів.
Мирний процес у Північній Ірландії призвів до низки незвичайних домовленостей між Республікою Ірландія, Північною Ірландією та Сполученим Королівством. Наприклад, громадяни Північної Ірландії мають право вибору між ірландським чи британським громадянством або тим і іншим, а уряди Ірландії та Сполученого Королівства консультуються з питань, які не передані виконавчій владі Північної Ірландії. Виконавча влада Північної Ірландії та уряд Ірландії також збираються як Рада міністрів Північ/Південь, щоб розробити політику, спільну для всього острова Ірландія. Ці домовленості були укладені після Угоди Страсної п'ятниці 1998 року.

### Британсько-ірландська рада
Інший орган, створений відповідно до Угоди Страсної п’ятниці, Британсько-ірландська рада, складається з усіх держав і територій Британських островів. Британсько-ірландська парламентська асамблея (ірл. Tionól Pharlaiminteach na Breataine agus na hÉireann) передує Британсько-ірландській раді та була заснована в 1990 році. Спочатку вона складалася з 25 членів Ерахтасу і 25 членів парламенту Сполученого Королівства з метою побудови взаєморозуміння між членами обох законодавчих органів. Відтоді роль і сферу повноважень цього органу було розширено, включивши в нього представників парламенту Шотландії, Сенедду, Асамблеї Північної Ірландії, Джерсі, Гернсі та Високого суду Тінвальда.
Рада не має виконавчих повноважень, але збирається раз на два роки для обговорення питань, що мають взаємне значення. Парламентська асамблея не має законодавчих повноважень, але проводить розслідування та збирає показання свідків від громадськости з питань, що становлять спільний інтерес для її членів. Звіти про результати дослідження надаються урядам Ірландії та Сполученого Королівства. Під час зустрічі Британсько-ірландської Ради у лютому 2008 року було досягнуто домовлености створити постійний секретаріат, який виконуватиме функції постійної «державної служби» Ради. Виходячи з подій у Британсько-ірландській раді, голова Британсько-ірландської міжпарламентської асамблеї Найл Блейні припустив, що цей орган повинен стежити за роботою Британсько-ірландської ради.

## Транспорт
Лондонський аеропорт Гітроу є найбільш завантаженим аеропортом Європи з точки зору пасажиропотоку, а маршрут Дублін-Лондон є найбільш завантаженим авіамаршрутом у Європі разом, найбільш завантаженим маршрутом із Хітроу та другим за завантаженістю міжнародним авіамаршрутом у світі. Ла-Манш і південна частина Північного моря є найбільш завантаженими морськими шляхами в світі. Тунель під Ла-Маншем, відкритий у 1994 році, з’єднує Велику Британію з Францією і є другим за довжиною залізничним тунелем у світі.
Ідея будівництва тунелю під Ірландським морем виникла з 1895 року. Було запропоновано кілька потенційних проєктів тунелю в Ірландському морі, останнім з яких був тунель Тускер між портами Рослер і Фішгард, запропонований Інститутом інженерів Ірландії в 2004 році. Залізничний тунель був запропонований у 1997 році на іншому маршруті, між Дубліном і Голігедом, британською інженерною фірмою Symonds. Але тунель, на 80 км буде найдовшим у світі та коштуватиме приблизно 15 мільярдів фунтів стерлінгів або 20 євро мільярд. Пропозиція 2007 року оцінювала вартість будівництва мосту від графства Антрім у Північній Ірландії до Галловея в Шотландії у 3,5 мільярда фунтів стерлінгів (5 мільярдів євро).